# Zone volcanique Est

Carte des zones volcaniques de l'Islande avec la zone volcanique Est (EVZ, East Volcanic Zone) dans le sud.

La zone volcanique Est est une région volcanique d'Islande regroupant plusieurs systèmes volcaniques constitués de volcans centraux et de bouches éruptives associées, témoins de l'activité volcanique de rifting dans le sud du pays. Elle constitue une portion émergée de la dorsale médio-atlantique et se prolonge vers le nord-ouest par la ceinture médio-islandaise et vers le nord par la zone volcanique Nord, deux autres rifts. Une zone de faiblesse tectonique, la zone sismique du Sud de l'Islande, s'étend vers l'ouest, et la ceinture volcanique d'Öræfi s'étire parallèlement à la zone volcanique Est à l'est de celle-ci.
Les systèmes volcaniques de la zone volcanique Est sont, du nord au sud :
- les îles Vestmann dont l'Eldfell, l'Helgafell et Surtsey ;
- l'Eyjafjöll ;
- le Katla ;
- les Tindfjöll ;
- l'Hekla dont la fissure volcanique des Vatnafjöll ;
- le Torfajökull ;
- le Bárðarbunga dont la fissure volcanique des Veiðivötn ;
- le Grímsvötn dont la fissure volcanique des Lakagígar.

Avec le sommet du panache volcanique du point chaud d'Islande situé sous le Bárðarbunga et le Grímsvötn au niveau de la jonction triple des principaux rifts du pays, c'est la région volcanologiquement la plus active d'Islande.